# Duchowość chrześcijańska
Duchowość chrześcijańska – sposób przeżywania przez osobę ochrzczoną więzi z Bogiem objawiającym się w Jezusie Chrystusie.
Fundamentem duchowości chrześcijańskiej jest objawienie Boże, które znajduje się głównie w świętych księgach Biblii: Starego i Nowego Testamentu oraz w Tradycji Kościoła. Objawienie daje możliwość zróżnicowanego odczytania wezwania Bożego w ramach wiary chrześcijańskiej.

## Duchowość w katolicyzmie

### Duchowość chrześcijańska jako dyscyplina teologiczna
Na określenie tej dyscypliny używa się terminu teologia duchowości lub teologia życia duchowego (wewnętrznego). Są to określenia synonimiczne.
Duchowość jest stosunkowo nową dyscypliną teologiczną. W czasach patrystycznych istniała jako refleksja nad drogą chrześcijańskiej doskonałości w świetle Objawienia, polegającej na życiu według Ducha wynikającym z łaski chrztu. W tym rozumieniu towarzyszyła ona zawsze refleksji teologicznej. Termin „duchowość” został jednak rozpowszechniony i zyskał na znaczeniu w XVII w. dzięki Szkole Francuskiej.
W 1917 r. A. Saudreau wydał pierwszy podręcznik duchowości, a P. Pourrat napisał „Historię duchowości chrześcijańskiej”, przyczyniło się to do zyskania przez duchowość uznania w teologii. Niedługo potem A. Tanquerey wydał „Zarys teologii ascetycznej i mistycznej”. Cenny wkład w rozwój dyscypliny wnieśli teologowie: J. De Guilbert, L. Bouyer, A. Benigar, A. Royo Martin, G. Thils, a w latach osiemdziesiątych j. Aumann, Tullo Goffi, Bruno Secondin, Ch. A. Bernard. W 1992 ukazało się, opracowane przez wielu autorów, „Kompendium teologii duchowej”.
Teologia duchowa jest dyscypliną teologiczną, „która w oparciu o Objawienie bada doświadczenie chrześcijańskie, opisuje jego stopniowy rozwój oraz daje poznanie jego struktur i praw”. Nie jest to jeszcze dziedzina jednolita, co jest widoczne w znacznych różnicach w jej zarysach i zawartości treściowej u poszczególnych autorów, jednak posiada swą specyfikę, którą jest refleksja nad stopniowym rozwojem chrześcijańskiego doświadczenia duchowego. To doświadczenie powinno być badane w świetle Objawienia i Tradycji (Barbosa, 1995).

### Istota duchowości chrześcijańskiej
W chrześcijańskim ujęciu życie duchowe jest życiem wypływającym z uświęcającego działania Ducha Świętego w człowieku, który z kolei przyjmuje to działanie i pozwala się prowadzić. To życie pochodzące od Boga przenika człowieka do głębi jego jestestwa (przebóstwienie), co jest przyczyną radykalnej przemiany, odrodzenia się w człowieku „obrazu Chrystusa” (Rz 8, 29). W chrześcijańskim ujęciu duchowości ważne są więc 3 jej aspekty:
- działanie Boga;
- gotowość człowieka do przyjęcia tego działania;
- przemiana dokonująca się poprzez Boże działanie w człowieku.

Przemiana ta jest ciągłym dynamicznym procesem, ciągłym przechodzeniem od „starego człowieka” do „nowego”. Człowiek duchowy to człowiek „nowy”, wyzwalany i prowadzony przez Ducha, Jemu poddany (Rocha e Melo, 1995). Życie duchowe w nowym człowieku zmierza do perfekcji poprzez naśladowanie Chrystusa (Boulnois, 1995), a kresem i celem rozwoju duchowego jest świętość (Balter, 1995).
Ks Bogusław Nadolski TChr (2005):
„Duchowość jest więc udziałem wspólnoty wierzących w Boga w stwórczej i przekształcającej miłości Bożej w stosunku do świata. Jest udziałem w łasce Pana, którą «szczodrze wylał w postaci wszelkiej mądrości i zrozumienia przez to, że nam objawił tajemnicę swej woli według swego postanowienia, które przedtem w Nim powziął dla dokonania pełni czasów» (Ef 1, 9-10). W sercu tej duchowości stoi misterium paschalne Chrystusa”.
Życie duchowe jest przekazywane człowiekowi w czasie chrztu, który jest początkiem relacji miłości i komunii między człowiekiem i Bogiem, a następnie karmi się Słowem Bożym i Eucharystią, która uobecnia miłość Chrystusa i takiej miłości uczy.

### Wielość różnych duchowości w obrębie duchowości chrześcijańskiej
W ramach duchowości chrześcijańskiej można mówić o odrębnych rodzajach duchowości minionych wieków – np. duchowości średniowiecznej, duchowości epoki Odrodzenia czy współczesnej. Z kolei odnosząc się do stanów życia – o duchowości kapłańskiej, zakonnej, świeckiej, małżeńskiej. W obrębie duchowości zakonnej można prowadzić podział dalej na duchowość franciszkańską, dominikańską, benedyktyńską, karmelitańską, ignacjańską i wiele innych. Mimo swojej wielości wszystkie te duchowości tworzą jedną ogólną duchowość chrześcijańską, nie stojąc ze sobą w opozycji, lecz uzupełniając się wzajemnie. Jak tłumaczy Rocha e Melo (1995), wszystkie są darem Boga dla Jego Kościoła, umożliwiając zgłębianie wielowymiarowości tajemnicy Chrystusa i zrozumienie powszechności Boga. Z punktu widzenia teologii katolickiej powstanie każdego nowego zgromadzenia zakonnego czy ruchu kościelnego, posiadającego własną duchowość, jest wyrazem woli Bożej, a jednocześnie jest uwarunkowane konkretną sytuacją Kościoła. Każda z tych duchowości jest jak kolorowe szkiełko w witrażu – razem tworzą harmonijną całość.

### Maryja a duchowość chrześcijańska
Maryja znajduje się w centrum duchowości chrześcijańskiej, zarówno pojmowanej całościowo, jak i rozmaitych duchowości w obrębie jednej duchowości chrześcijańskiej. Tajemnica Maryi musi być w jakimś zakresie obecna w każdej z tych duchowości, dlatego też nie da się postawić duchowości maryjnej obok jakiejś innej specyficznej duchowości, jak na przykład karmelitańskiej, franciszkańskiej, ignacjańskiej czy też montfortańskiej.
Maryja jest umieszczana w centrum duchowości chrześcijańskiej, ponieważ:
- Jest obecna w całości tajemnicy ścisłej więzi i komunii między Chrystusem zmartwychwstałym a Jego Kościołem. Uczestniczy w przemianie i oczyszczeniu serca człowieka dokonywanej przez Boga, ponieważ została wybrana na matkę Jezusa, a przez to zespolona z Nim w zbawczym dziele Wcielenia;
- Według katolików, jako Współodkupicielka ma udział razem z Chrystusem w zbawieniu Kościoła[4];
- Wszelkie działanie Boga w Niej ma taki sam charakter, jak Boże działanie w życiu każdego człowieka, a Jej odpowiedź na to działanie jest wzorem doskonałej odpowiedzi, jaką chrześcijanin powinien udzielić Bogu;
- Jest wzorem nowego człowieka, a Jej życie od poczęcia w pełni łaski przypomina, że dla chrześcijanina chrzest – źródło chrześcijańskiej duchowości – jest nowym narodzeniem do życia w łasce;
- Macierzyństwo Maryi ukazuje nowy wymiar płodności chrześcijanina, tak fizycznej, jak i płodności realizowanej przez służbę Bogu i pełnienie misji ewangelizacyjnej;
- Przez swe wniebowzięcie ukazuje, że kresem nowego życia chrześcijańskiego zapoczątkowanego przez chrzest jest udział w chwalebnym zmartwychwstaniu Chrystusa;
- Pokora Maryi ukazuje sens pokory chrześcijańskiej, jaką jest życie w prawdzie (Policarpo, 1995).

## Duchowość u Świadków Jehowy
Świadkowie Jehowy uważają, że duchowość to „głębokie pragnienie, żeby podobać się Bogu i przyjąć Jego sposób myślenia. Osoba usposobiona duchowo stara się żyć zgodnie z zasadami Boga i poddawać się pod wpływ Jego świętego ducha”. Prawdziwa duchowość jest wynikiem zdobywania wiedzy o Jehowie Bogu przez pilne studium Biblii oraz jest rezultatem stosowania tej wiedzy w życiu codziennym. Duchowość „zapewnia życie i pokój” (Rz 8:6). „Człowiek duchowy” bardzo ceni więź z Jehową Bogiem (Ef 5:1). Chce przyswoić sobie sposób myślenia Boga i patrzeć na sprawy z Bożego punktu widzenia. Jehowa jest dla niego kimś bardzo realnym, stara się postępować we wszystkim zgodnie z zasadami Bożymi (Ps 119:33; Ps 143:10). Nie pielęgnuje cielesnych pragnień, ale chce przejawia „owoce ducha” (Ef 5:22, 23). „Człowiek duchowy” dąży do celów duchowych. Wnikliwie studiuje Słowo Boże i rozmyśla nad jego treścią. Szybko wprowadza w życie to, czego się uczy. Stale poddaje się pod wpływ ducha świętego, czyli „czynnej siły Bożej”, która ma moc przeobrazić umysł człowieka, tak by przypominał „umysł Chrystusowy”, myśli tak jak Jezus i podąża jego śladami (1 Pi 2:21; 4:1; 1 Kor 2:14-16; Rz 12:1, 2). Z wdzięcznością przyjmuje pomoc innych, ale nie przyjaźni się z ludźmi, którzy mogliby osłabić jego wiarę. Wystrzega się „martwych uczynków”, czyli wszelkich dążeń, które z duchowego punktu widzenia są puste i bezowocne (He 6:1). Prawdziwa duchowość i modlitwa są ze sobą nierozerwalnie związane. Słowo Boże wskazuje, że to działalność ewangelizacyjna jest wykonywana dzięki wsparciu ducha świętego, dlatego gorliwe uczestniczenie w nim stanowi cechę charakterystyczną człowieka duchowego (Dz 1:8). Uważają, że osoby usposobione duchowo Bóg nagrodzi życiem wiecznym.